# Ергёлёх
Ергёлёх (якут. Өргөлөөх), вариант написания Ергелех, известен также как Тастах (якут. Таастаах) — село в Намском улусе Якутии России. Административный центр и единственный населённый пункт Тастахского наслега. Население — 292 чел. (2021), большинство — якуты .

## География
Село расположено в пределах Центрально-Якутской равнины, возле небольшого озера Кубалах в долине Энсиэли.
Уличная сеть
Пять улиц: ул. Алексеева, ул. Аммосова, ул. Аргунова, ул. Дизельная, ул. Зелёная.
Географическое положение
Расстояние до улусного центра — село Намцы — 65 км.
Климат
Средняя температура января −42 °C, июля +17…+18 °С. Осадков выпадает около 200—250 мм в год.

## История
Согласно Закону Республики Саха (Якутия) от 30 ноября 2004 года N 173-З N 353-III село возглавило образованное муниципальное образование Тастахский наслег.

## Население
| 2002 | 2010 | 2012 | 2013 | 2014 | 2015 | 2016 | 2017 | 2018 | 2019 | 2020 |
| ---- | ---- | ---- | ---- | ---- | ---- | ---- | ---- | ---- | ---- | ---- |
| 267  | ↗273 | ↘265 | ↘262 | ↗268 | ↗280 | ↗281 | ↗288 | ↘284 | →284 | ↘282 |
| 2021 |      |      |      |      |      |      |      |      |      |      |
| ↗292 |      |      |      |      |      |      |      |      |      |      |

Национальный состав
Согласно результатам переписи 2002 года, в национальной структуре населения якуты составляли 99 % от общей численности населения в 267 чел..

## Инфраструктура
Животноводство (мясо-молочное скотоводство, мясное табунное коневодство).
С 2018 года проведен высокоскоростная оптоволоконная связь проекта «Кобяйский экспресс» по маршруту «Якутск — Ергелех — Хонгор-Бие — Новая Кальвица — Сангар».

## Транспорт
Автодорога Намцы — Ергелех.